# Thường trực Ban Bí thư Trung ương Đảng Cộng sản Việt Nam
Thường trực Ban Bí thư Trung ương Đảng Cộng sản Việt Nam, gọi tắt là Thường trực Ban Bí thư, trước đây còn được gọi là Thường trực Bộ Chính trị, là chức danh do Bộ Chính trị chỉ định, có nhiệm vụ phụ trách, chủ trì công việc hàng ngày của Ban Bí thư. Thường trực Ban Bí thư phải là Ủy viên Bộ Chính trị.

## Lịch sử
Chức danh này có từ Đại hội IV Đảng Cộng sản Việt Nam.
Trong nhiệm kỳ Ban Chấp hành Trung ương khoá VIII (1996 - 2001), do không thành lập Ban Bí thư mà thành lập Thường vụ Bộ Chính trị nên thành lập chức danh Thường trực Bộ Chính trị.

## Danh sách Thường trực Ban Bí thư qua các thời kỳ
| STT | Chân dung        | Họ và tên                     | Nhiệm kỳ   | Nhiệm kỳ    | Thời gian tại nhiệm | Ban Chấp hành Trung ương Đảng | Tổng Bí thư                                        | Ghi chú |
| STT | Chân dung        | Họ và tên                     | Bắt đầu    | Kết thúc    | Thời gian tại nhiệm | Ban Chấp hành Trung ương Đảng | Tổng Bí thư                                        | Ghi chú |
| --- | ---------------- | ----------------------------- | ---------- | ----------- | ------------------- | ----------------------------- | -------------------------------------------------- | --- |
| 1   |                  | Nguyễn Duy Trinh (1910-1985)  | 20/12/1976 | 31/3/1982   | 5 năm, 101 ngày     | Khoá IV (1976-1982)           | Lê Duẩn                                            | Thường trực Ban Bí thư, phụ trách công tác đối ngoại |
| 2   |                  | Lê Đức Thọ (1911-1990)        | 20/12/1976 | 31/3/1982   | 5 năm, 101 ngày     | Khoá IV (1976-1982)           | Lê Duẩn                                            | Thường trực Ban Bí thư, phụ trách công tác tổ chức, tuyên huấn và nội chính |
| 3   |                  | Lê Thanh Nghị (1911-1989)     | 20/12/1976 | 31/3/1982   | 5 năm, 101 ngày     | Khoá IV (1976-1982)           | Lê Duẩn                                            | Thường trực chính Ban Bí thư, phụ trách các Ban Kinh tế, Viện Nghiên cứu quản lý kinh tế, Văn phòng Trung ương, Ban Tài chính - Quản trị Trung ương.                                |
| 4   |                  | Võ Chí Công (1912-2011)       | 31/3/1982  | 21/6/1986   | 4 năm, 82 ngày      | Khoá V (1982-1986)            | Lê Duẩn                                            | Chủ tịch Hội đồng Nhà nước (1987 - 1992) |
| 5   |                  | Nguyễn Văn Linh (1915-1998)   | 21/6/1986  | 18/12/1986  | 180 ngày            | Khoá V (1982-1986)            | Lê Duẩn                                            | Tổng Bí thư Đảng Cộng sản Việt Nam (1986 - 1991) |
| 5   | Trường Chinh     | Nguyễn Văn Linh (1915-1998)   | 21/6/1986  | 18/12/1986  | 180 ngày            | Khoá V (1982-1986)            |                                                    | Tổng Bí thư Đảng Cộng sản Việt Nam (1986 - 1991) |
| 6   |                  | Đỗ Mười (1917-2018)           | 18/12/1986 | 22/6/1988   | 1 năm, 187 ngày     | Khoá VI (1986-1991)           | Nguyễn Văn Linh                                    | Chủ tịch Hội đồng Bộ trưởng (1988 - 1991); Tổng Bí thư Đảng Cộng sản Việt Nam (1991 - 1997)                                                                                         |
| 7   |                  | Nguyễn Thanh Bình (1920-2008) | 22/6/1988  | 27/6/1991   | 3 năm, 5 ngày       | Khoá VI (1986-1991)           | Nguyễn Văn Linh                                    | |
| 8   |                  | Lê Đức Anh (1920-2019)        | 27/6/1991  | 23/9/1992   | 1 năm, 88 ngày      | Khoá VII (1991-1996)          | Đỗ Mười                                            | Chủ tịch nước (1992 - 1997) Đại tướng Quân đội nhân dân Việt Nam |
| 9   |                  | Đào Duy Tùng (1924-1998)      | 23/9/1992  | 1/7/1996    | 3 năm, 282 ngày     | Khoá VII (1991-1996)          | Đỗ Mười                                            | |
| 10  |                  | Lê Khả Phiêu (1931-2020)      | 1/7/1996   | 26/12/1997  | 1 năm, 178 ngày     | Khoá VIII (1996-2001)         | Đỗ Mười                                            | Thường trực Bộ Chính trị khoá VIII Tổng Bí thư Đảng Cộng sản Việt Nam (1997 - 2001) Thượng tướng Quân đội nhân dân Việt Nam                                                         |
| 11  |                  | Phạm Thế Duyệt (1936)         | 26/12/1997 | 22/4/2001   | 1 năm, 243 ngày     | Khoá VIII (1996-2001)         | Lê Khả Phiêu                                       | Thường trực Bộ Chính trị khoá VIII |
| 12  |                  | Nguyễn Phú Trọng (1944-2024)  | 26/8/1999  | 22/4/2001   | 1 năm, 239 ngày     | Khoá VIII (1996-2001)         | Lê Khả Phiêu                                       | Tham gia Thường trực Bộ Chính trị khoá VIII Chủ tịch Quốc hội (2006 - 2011); Tổng Bí thư Ban Chấp hành Trung ương Đảng Cộng sản Việt Nam (2011 - 2024); Chủ tịch nước (2018 - 2021) |
| 13  |                  | Trần Đình Hoan (1939-2010)    | 22/4/2001  | 27/6/2001   | 66 ngày             | Khoá IX (2001-2006)           | Nông Đức Mạnh                                      | |
| 14  |                  | Phan Diễn (1937)              | 27/6/2001  | 25/4/2006   | 4 năm, 302 ngày     | Khoá IX (2001-2006)           | Nông Đức Mạnh                                      | |
| 15  |                  | Trương Tấn Sang (1949)        | 25/4/2006  | 3/8/2011    | 5 năm, 100 ngày     | Khoá X (2006-2011)            | Nông Đức Mạnh                                      | Chủ tịch nước (2011 - 2016) |
| 16  |                  | Lê Hồng Anh (1949)            | 3/8/2011   | 4/2/2016    | 4 năm, 185 ngày     | Khoá XI (2011-2016)           | Nguyễn Phú Trọng                                   | Đại tướng Công an nhân dân Việt Nam |
| 17  |                  | Đinh Thế Huynh (1953)         | 4/2/2016   | 2/3/2018    | 2 năm, 26 ngày      | Khoá XII (2016-2021)          | Nguyễn Phú Trọng                                   | Nghỉ từ ngày 02 tháng 3 năm 2018 để điều trị bệnh |
| 18  |                  | Trần Quốc Vượng (1953)        | 2/3/2018   | 5/2/2021    | 2 năm, 340 ngày     | Khoá XII (2016-2021)          | Nguyễn Phú Trọng                                   | Tham gia Thường trực Ban Bí thư từ ngày 1 tháng 8 năm 2017 |
| 19  |                  | Võ Văn Thưởng (1970)          | 5/2/2021   | 6/3/2023    | 2 năm, 29 ngày      | Khoá XIII (2021-2026)         | Nguyễn Phú Trọng                                   | Chủ tịch nước (2023 - 2024) |
| 20  |                  | Trương Thị Mai (1958)         | 6/3/2023   | 16/5/2024   | 1 năm, 71 ngày      | Khoá XIII (2021-2026)         | Nguyễn Phú Trọng                                   | Nữ Thường trực Ban Bí thư đầu tiên. Kiêm nhiệm Trưởng ban Tổ chức Trung ương |
| 21  |                  | Lương Cường (1957)            | 16/5/2024  | 25/10/2024  | 162 ngày            | Khoá XIII (2021-2026)         | Nguyễn Phú Trọng                                   | Đại tướng Quân đội Nhân dân Việt Nam Chủ nhiệm Tổng cục chính trị Quân đội nhân dân Việt Nam Chủ tịch nước (2024)                                                                   |
| 21  | Nguyễn Phú Trọng | Lương Cường (1957)            | 16/5/2024  | 25/10/2024  | 162 ngày            | Khoá XIII (2021-2026)         |                                                    | Đại tướng Quân đội Nhân dân Việt Nam Chủ nhiệm Tổng cục chính trị Quân đội nhân dân Việt Nam Chủ tịch nước (2024)                                                                   |
| 21  | Tô Lâm           | Lương Cường (1957)            | 16/5/2024  | 25/10/2024  | 162 ngày            | Khoá XIII (2021-2026)         |                                                    | Đại tướng Quân đội Nhân dân Việt Nam Chủ nhiệm Tổng cục chính trị Quân đội nhân dân Việt Nam Chủ tịch nước (2024)                                                                   |
| 22  |                  | Trần Cẩm Tú (1961)            | 25/10/2024 | đương nhiệm | 231 ngày            | Khoá XIII (2021-2026)         | Chủ nhiệm Ủy ban Kiểm tra Trung ương (2018 - 2025) | |